# Fimbristylis rigidula
Fimbristylis rigidula är en halvgräsart som beskrevs av Christian Gottfried Daniel Nees von Esenbeck. Fimbristylis rigidula ingår i släktet Fimbristylis och familjen halvgräs. Inga underarter finns listade i Catalogue of Life.